# 13 v. Chr.
Portal Geschichte | Portal Biografien | Aktuelle Ereignisse | Jahreskalender | Tagesartikel

◄ |
2. Jahrhundert v. Chr. |
1. Jahrhundert v. Chr. |
1. Jahrhundert |
►

◄ | 30er v. Chr. | 20er v. Chr. | 10er v. Chr. | 0er v. Chr. |
0er |
►

◄◄ | ◄ | 16 v. Chr. | 15 v. Chr. | 14 v. Chr. | 13 v. Chr. |
12 v. Chr. |
11 v. Chr. |
10 v. Chr. |
► |
►►
Staatsoberhäupter

## Ereignisse

### Politik und Weltgeschehen
- Der römische Feldherr Nero Claudius Drusus wird Statthalter der gallischen Provinzen.
- Zweite Verlängerung des imperium proconsulare des Augustus um 5 Jahre. Das imperium proconsulare bildete eines der zentralen Herrschaftsinstrumente des Augustus und seiner Nachfolger (oberste Befehlsgewalt über die in den gefährdeten Provinzen stationierten Legionen), wurde dem Prinzeps Augustus jedoch nie auf Lebenszeit verliehen, sondern vom Senat lediglich verlängert: 18 und 13 v. Chr. um 5 Jahre, 8 v. Chr. sowie 3 und 13 n. Chr. um 10 Jahre.[1]
- Die Classis Germanica, eine Teilstreitkraft der römischen Kriegsflotte in Germania superior und Germania inferior zur Überwachung des gesamten Rheins wird aufgestellt. Sie ist einer der größten Marineverbände des Römischen Reiches und rangiert vor allen anderen Provinzflotten.

- 13/12 v. Chr.: Gründung des Castra Mogontiacum eines römischen Zweilegionenlagers (ca. 36 ha) im Gebiet des heutigen Mainzer Stadtteils Kästrich.
- 13/12 v. Chr.: Am Niederrhein entsteht das Lager Castra Vetera in der Nähe des heutigen Xanten.

### Wissenschaft und Technik
- Der griechische Architekturtheoretiker Vitruv (Marcus Vitruvius Pollio) vollendet sein fundamentales Werk De architectura über Hoch- und Tiefbau sowie Maschinentechnik.

### Religion und Kultur
- Der Römische Senat gibt zu Ehren des Augustus und der Pax Romana die Ara Pacis Augustae (Altar des Friedens des Augustus) in Auftrag.
- Balbus minor weiht das nach ihm benannte und ab 19 v. Chr. gebaute Balbustheater ein.

## Geboren
- um 13 v. Chr.: Livilla, römische Adlige († 31 n. Chr.)

## Gestorben
- Paullus Aemilius Lepidus, römischer Politiker
- Lucius Orbilius Pupillus, lateinischer Grammatiker und Pädagoge (* 113 v. Chr.)